# منتخب بيلاروس لكرة السلة
منتخب بيلاروس لكرة السلة هو ممثل بيلاروس الرسمي في المنافسات الدولية في كرة السلة. ينتمي إلى منطقة الاتحاد الأوروبي لكرة السلة. انضم إلى الاتحاد الدولي لكرة السلة في عام 1992.